# Halle Open 2014
L'Halle Open 2014, anche conosciuto come Gerry Weber Open per motivi di sponsorizzazione, è stato un torneo di tennis giocato sull'erba. È stata la 22ª edizione del Halle Open, che fa parte della categoria ATP World Tour 250 series nell'ambito dell'ATP World Tour 2014. Si è giocato al Gerry Weber Stadion di Halle in Germania, dal 9 al 17 giugno 2014.

## Partecipanti

### Singolare

#### Testa di serie
| Nazionalità | Giocatore       | Ranking* | Testa di serie |
| ----------- | --------------- | -------- | -------------- |
| Spagna      | Rafael Nadal    | 1        | 1              |
| Svizzera    | Roger Federer   | 4        | 2              |
| Canada      | Milos Raonic    | 9        | 3              |
| Giappone    | Kei Nishikori   | 10       | 4              |
| Francia     | Richard Gasquet | 13       | 5              |
| Russia      | Michail Južnyj  | 16       | 6              |
| Germania    | Tommy Haas      | 18       | 7              |
| Polonia     | Jerzy Janowicz  | 23       | 8              |

 *  Ranking al 26 maggio 2014

#### Altri partecipanti
I seguenti giocatori hanno ricevuto una wild card per il tabellone principale:
- Dustin Brown
- Peter Gojowczyk
- Jan-Lennard Struff

I seguenti giocatori sono passati dalle qualificazioni:
- Pierre-Hugues Herbert
- Andrej Kuznecov
- Illja Marčenko
- Mate Pavić

#### Ritiri
Prima del torneo
- Florian Mayer
- Janko Tipsarević

### Doppio

#### Teste di serie
| Nazionalità | Giocatore            | Nazionalità | Giocatore        | Ranking* | Testa di Serie |
| ----------- | -------------------- | ----------- | ---------------- | -------- | -------------- |
| Polonia     | Łukasz Kubot         | Svezia      | Robert Lindstedt | 45       | 1              |
| Colombia    | Juan Sebastián Cabal | Colombia    | Robert Farah     | 50       | 2              |
| Paesi Bassi | Jean-Julien Rojer    | Romania     | Horia Tecău      | 54       | 3              |
| Messico     | Santiago González    | Stati Uniti | Scott Lipsky     | 75       | 4              |

* Ranking al 26 maggio 2014

### Altri partecipanti
Le seguenti coppie hanno ricevuto una wild card per il tabellone principale:
- Dustin Brown /  Jan-Lennard Struff
- Marco Chiudinelli /  Roger Federer

## Campioni

### Singolare
Roger Federer ha sconfitto in finale  Alejandro Falla per 7–6(2), 7–6(3).
- È il 79º titolo in carriera per lo svizzero, il settimo ad Halle e secondo nel 2014.

### Doppio
Andre Begemann e  Julian Knowle hanno battuto in finale  Marco Chiudinelli e  Roger Federer per 1-6, 7-5, [12-10].